# Stilpnopappus
 Stilpnopappus  Mart. ex DC., 1836 è un genere di piante angiosperme dicotiledoni della famiglia delle Asteraceae.

## Etimologia
Il nome scientifico del genere è stato definito per la prima volta dai botanici Carl Friedrich Philipp von Martius (1794-1868) e Augustin Pyramus de Candolle (1778-1841) nella pubblicazione " Prodromus Systematis Naturalis Regni Vegetabilis. (DC.)" ( Prodr. [A. P. de Candolle] 5: 75 ) del 1836.

## Descrizione
Le piante di questa voce hanno un habitus erbaceo perenne o arbustivo. La pubescenza è formata da peli semplici.
Le foglie lungo il fusto sono disposte normalmente in modo alterno e sessile. La lamina è intera e in genere ha la forma da strettamente lanceolata a ovata o ellittica con apici arrotondati. I bordi sono interi. Le venature sono pennate.
Le infiorescenze sono di tipo cimoso-seriale o ascellare, formate da alcuni capolini (uno o più per nodo) sessili. La struttura dei capolini è quella tipica delle Asteraceae: un peduncolo sorregge un involucro composto da 20 - 50 brattee disposte su 3 - 4 serie che fanno da protezione al ricettacolo sul quale s'inseriscono i fiori di tipo tubuloso. Le brattee, in genere persistenti, si presentano con forme lineari, diritte e pungenti. Il ricettacolo può essere provvisto di pagliette oppure no.
I fiori, da 6 a 50 per capolino, sono tetra-ciclici (ossia sono presenti 4 verticilli: calice – corolla – androceo – gineceo) e pentameri (ogni verticillo ha in genere 5 elementi). I fiori sono inoltre ermafroditi e actinomorfi (raramente possono essere zigomorfi).
- Formula fiorale:

*/x K {\displaystyle \infty }, [C (5), A (5)], G 2 (infero), achenio
- Calice: i sepali del calice sono ridotti ad una coroncina di squame.
- Corolla: la corolla, formata da un tubo imbutiforme terminanti in 5 lobi, può essere pubescente (raramente) o glabra. Il colore varia da purpureo o lavanda a biancastro.
- Androceo: gli stami sono 5 con filamenti liberi e distinti, mentre le antere sono saldate in un manicotto (o tubo) circondante lo stilo.[10] Le antere, sagittate, spesso sono ricoperte da ghiandole ed hanno delle basi ottuse e speronate. Il polline è tricolporato (con tre aperture sia di tipo a fessura che tipo isodiametrica o poro), echinato (con punte) e  "lophato" (la parte più esterna dell'esina è sollevata a forma di creste e depressioni); sono presenti delle lacune polari.[11]
- Gineceo: lo stilo è filiforme con base nodosa. Gli stigmi dello stilo sono due divergenti con la superficie stigmatica posizionata internamente (vicino alla base). La pubescenza è del tipo a spazzola con peli appuntiti.[12] L'ovario è infero uniloculare formato da 2 carpelli.

I frutti sono degli acheni con pappo. Gli acheni, a forma più o meno cilindrica, hanno 8 coste con la superficie sericea. All'apice dell'achenio è presente un anello. All'interno si può trovare del tessuto di tipo idioblasto e rafidi di tipo subquadrato da corti a moderatamente allungati; non è presente il tessuto tipo fitomelanina. Il pappo, di norma è persistente, è formato da setole da lanceolate a subulate in una o più serie.

## Biologia
- Impollinazione: l'impollinazione avviene tramite insetti (impollinazione entomogama tramite farfalle diurne e notturne).
- Riproduzione: la fecondazione avviene fondamentalmente tramite l'impollinazione dei fiori (vedi sopra).
- Dispersione: i semi (gli acheni) cadendo a terra sono successivamente dispersi soprattutto da insetti tipo formiche (disseminazione mirmecoria). In questo tipo di piante avviene anche un altro tipo di dispersione: zoocoria. Infatti gli uncini delle brattee dell'involucro si agganciano ai peli degli animali di passaggio disperdendo così anche su lunghe distanze i semi della pianta.

## Distribuzione e habitat
La distribuzione delle piante di questa voce è relativa al Brasile e Venezuela.

## Tassonomia
La famiglia di appartenenza di questa voce (Asteraceae o Compositae, nomen conservandum) probabilmente originaria del Sud America, è la più numerosa del mondo vegetale, comprende oltre 23.000 specie distribuite su 1.535 generi, oppure 22.750 specie e 1.530 generi secondo altre fonti (una delle checklist più aggiornata elenca fino a 1.679 generi). La famiglia attualmente (2021) è divisa in 16 sottofamiglie.

### Filogenesi
Le specie di questo gruppo appartengono alla sottotribù Lepidaploinae descritta all'interno della tribù Vernonieae Cass. della sottofamiglia Vernonioideae Lindl.. Questa classificazione è stata ottenuta ultimamente con le analisi del DNA delle varie specie del gruppo. Da un punto di vista filogenetico in base alle ultime analisi sul DNA la tribù Vernonieae è risultata divisa in due grandi cladi: Muovo Mondo e Vecchio Mondo. I generi di Lepidaploinae appartengono al subclade relativo all'America tropicale (l'altro subclade americano comprende anche specie del Nord America e del Messico).
La sottotribù, e quindi i suoi generi, si distingue per i seguenti caratteri:
- l'infiorescenza è cimosa-seriale;
- la pubescenza è fatta di peli semplici o a forma di "T";
- l'involucro è persistente con ricettacolo privo di pagliette;
- gli acheni sono privi di fitomelanina;
- il polline tricolporato è echino-lophato;
- l'areale principale di questo gruppo è l'America tropicale.

In precedenza la tribù Vernonieae, e quindi la sottotribù (Lepidaploinae) di questo genere, era descritta all'interno della sottofamiglia Cichorioideae. La costituzione di questo gruppo è relativamente recente (2009); in precedenza tutti i generi della sottotribù erano descritti all'interno della sottotribù Vernoniinae. Nell'ambito della tribù Lepidaploinae occupa, da un punto di vista filogenetico, una posizione abbastanza "centrale" insieme alle sottotribù Vernoniinae, Chrestinae e Elephantopinae. Attualmente la sottotribù Lepidaploinae, così come è circoscritta, non risulta monofiletica.
I caratteri distintivi per le specie di questo genere ( Stilpnopappus) sono:
- il pappo è formato da setole subulate;
- la base delle antere è lungamente speronata.

### Elenco delle specie
Questo genere ha 21 specie:
- Stilpnopappus apurensis (V.M.Badillo) Aristeg.
- Stilpnopappus bicolor  Mart. ex Baker
- Stilpnopappus bullatus  Krasch.
- Stilpnopappus cearensis  Huber
- Stilpnopappus emarginatus  Gardner
- Stilpnopappus ferrugineus  Baker
- Stilpnopappus glomeratus  Gardner
- Stilpnopappus laiseae  R.Barros & R.Esteves
- Stilpnopappus pantanalensis  H.Rob.
- Stilpnopappus pittieri  Gleason
- Stilpnopappus pohlii  Baker
- Stilpnopappus pratensis  Mart. ex DC.
- Stilpnopappus regnellii  Baker
- Stilpnopappus scaposus  DC.
- Stilpnopappus sellowianus  Krasch.
- Stilpnopappus semirianus  R.Esteves
- Stilpnopappus speciosus  Baker
- Stilpnopappus suffruticosus  Gardner
- Stilpnopappus tomentosus  Mart. ex DC.
- Stilpnopappus trichospiroides  Mart.
- Stilpnopappus villosus  Mart. ex Baker

### Sinonimi
Sono elencati alcuni sinonimi per questa entità:
- Lasiocarphus Pohl ex Baker
- Strophopappus DC.